# Fødevalg
Fødevalget er inden for økologien de fødeemner, som en art foretrækker. I ordet valg ligger en antydning af en frihed, som ikke findes i virkeligheden. I realiteten er de enkelte arter henvist til et forholdsvist begrænset antal fødeemner, som findes i den niche, de er tilpasset.